# ورای ممکن
ورای ممکن (به انگلیسی: Beyond Possible) کتابی است نوشتهٔ نیرمال پورجا، کوهنورد اهل نپال و سرباز پیشین هنگ سلطنتی تفنگ‌داران گورخا و نیروی دریایی پادشاهی بریتانیا، که در سال ۲۰۲۰ توسط انتشارات هودر و استاتن به چاپ رسید.

## معرفی کتاب
در پشت جلد کتاب، اینگونه آمده‌است:
حالا دیگر اغراق نیست اگر نیرمال پورجا را یک ابر انسان بدانیم. او در کودکی از شدت فقر، پابرهنه به این سو و آن سو می‌رفت، اما اسوهٔ خواستن و رسیدن و اسطورهٔ کوهنوردی جهان شد. شرپا بود و به هنگ گورخاهای ارتش بریتانیا پیوست. در سال ۲۰۱۹، پروژهٔ «ممکن۷/۱۴» را پایه گذاشت و موفق شد در کمتر از هفت ماه (یا در واقع ۶ ماه و ۶ روز) چهارده قلهٔ هشت هزار متری را فتح کند. کاری که پیش از او غیر ممکن می‌نمود. برای درک عظمت این کار باید بدانیم که رکورد قبلی آن، هشت سال بود.
نیرمال شرایط دشوار بسیاری را تجربه کرده و از تمام آنها سربلند بیرون آمده‌است. برای او فقط رسیدن به هدف مهم نیست و گاهی حتی جان خود را به خطر می‌اندازد تا به کوهنورد در راه مانده‌ای کمک برساند. کاری که نیرمال انجام داد نشان دهندهٔ قدرت ارادهٔ انسان است که محال را ممکن می‌سازد. او در این کتاب تجربیات گرانبهایش را با ما به اشتراک می‌گذارد و نشان می‌دهد چگونه قدرت رهبری، شوق آموختن و صداقت و همکاری به فتح قله‌ها منجر می‌شود.
ورای ممکن کتابی است برای اندیشیدن، ساختن خویشتن، انتخاب راه‌های درست و تلاش برای رسیدن.

## سابقه انتشار
- این کتاب با عنوان انگلیسی (Beyond Possible) در سال ۲۰۲۰ توسط انتشارات هودر و استاتن در انگلستان منتشر شد. {{ISBN|978-1529312263}}
- این کتاب با عنوان ورای ممکن، زندگی من در محدودهٔ مرگ توسط نشر نون در چند نوبت به چاپ رسیده‌است.